# Municipio de Conway (Kansas)
El municipio de Conway (en inglés: Conway Township) es un municipio ubicado en el condado de Sumner en el estado estadounidense de Kansas. En el año 2010 tenía una población de 1250 habitantes y una densidad poblacional de 13,3 personas por km².

## Geografía
El municipio de Conway se encuentra ubicado en las coordenadas 37°25′52″N 97°38′31″O / 37.43111, -97.64194. Según la Oficina del Censo de los Estados Unidos, el municipio tiene una superficie total de 93.98 km², de la cual 93,98 km² corresponden a tierra firme y (0 %) 0 km² es agua.

## Demografía
Según el censo de 2010, había 1250 personas residiendo en el municipio de Conway. La densidad de población era de 13,3 hab./km². De los 1250 habitantes, el municipio de Conway estaba compuesto por el 97,2 % blancos, el 0,48 % eran afroamericanos, el 0,4 % eran amerindios, el 0,4 % eran de otras razas y el 1,52 % eran de una mezcla de razas. Del total de la población el 1,84 % eran hispanos o latinos de cualquier raza.